# Aškenazská synagoga
Aškenazská synagoga (bosensky Aškenaska sinagoga) se nachází v historickém centru bosenské metropole Sarajeva, v samém centru města, na břehu řeky Miljacky. Budovu na adrese Hamdije Kreševljakovića 59 navrhl český architekt Karel Pařík.

## Historie
Po roce 1878 začal dramatický rozvoj metropole Bosny a Hercegoviny Sarajeva, které se rozhodlo Rakousko-Uhersko modernizovat. Vznikaly nové městské domy, které projektovali architekti z celého Rakousko-Uherska. Početná sarajevská židovská komunita získala moderní synagogu na přelomu století. Stavba byla dokončena roku 1902. 1400 aškenazských Židů tak získalo vlastní svatostánek a nemuseli se již modlit tam, kde tak činili místní Sefardští Židé. Stavba vznikla sice v tehdy populárním secesním stylu, inkorporovala však prvky typické pro historismus a symboly z dějin Židů. Interiér je inspirován maurskou architekturou, která byla rovněž na sklonku 19. století na území Bosny oblíbená. Jednalo se o první náboženskou stavbu na území města, která tento styl převzala z architektury veřejných staveb. Autorem interiérů byl malíř Ludwig Oisner.
Poprvé byla stavba obnovena v roce 1927, k výročí 25 let od svého dokončení. Roku 1933 byla z její západní strany přistavěna administrativní budova, knihovna a další prostory. 
Synagoga nebyla nikterak poničena během druhé světové války. Vzhledem k tomu, že však značný počet Židů z bosenské metropole buď zahynul v koncentračních táborech fašistického Chorvatska, resp. emigroval do Izraele, byly všechny ostatní synagogy v Sarajevu uzavřeny a pravidelně zůstala sloužit pouze aškenazská. V letech 1964–1965 byl přestavěn její interiér; spodní část budovy měla sloužit pro společenský život sarajevských Židů a horní patro pro náboženské obřady.
Během války v 90. letech poskytovala synagoga léky a pomoc obleženému městu. Nacházela se zde také vývařovna. Během války byla poničena a následně obnovena. 